# Dorcadion ressli
Dorcadion ressli är en skalbaggsart som beskrevs av Holzschuh 2007. Dorcadion ressli ingår i släktet Dorcadion och familjen långhorningar.
Artens utbredningsområde är Iran. Inga underarter finns listade i Catalogue of Life.